# Pfarrkirche Bad Vigaun

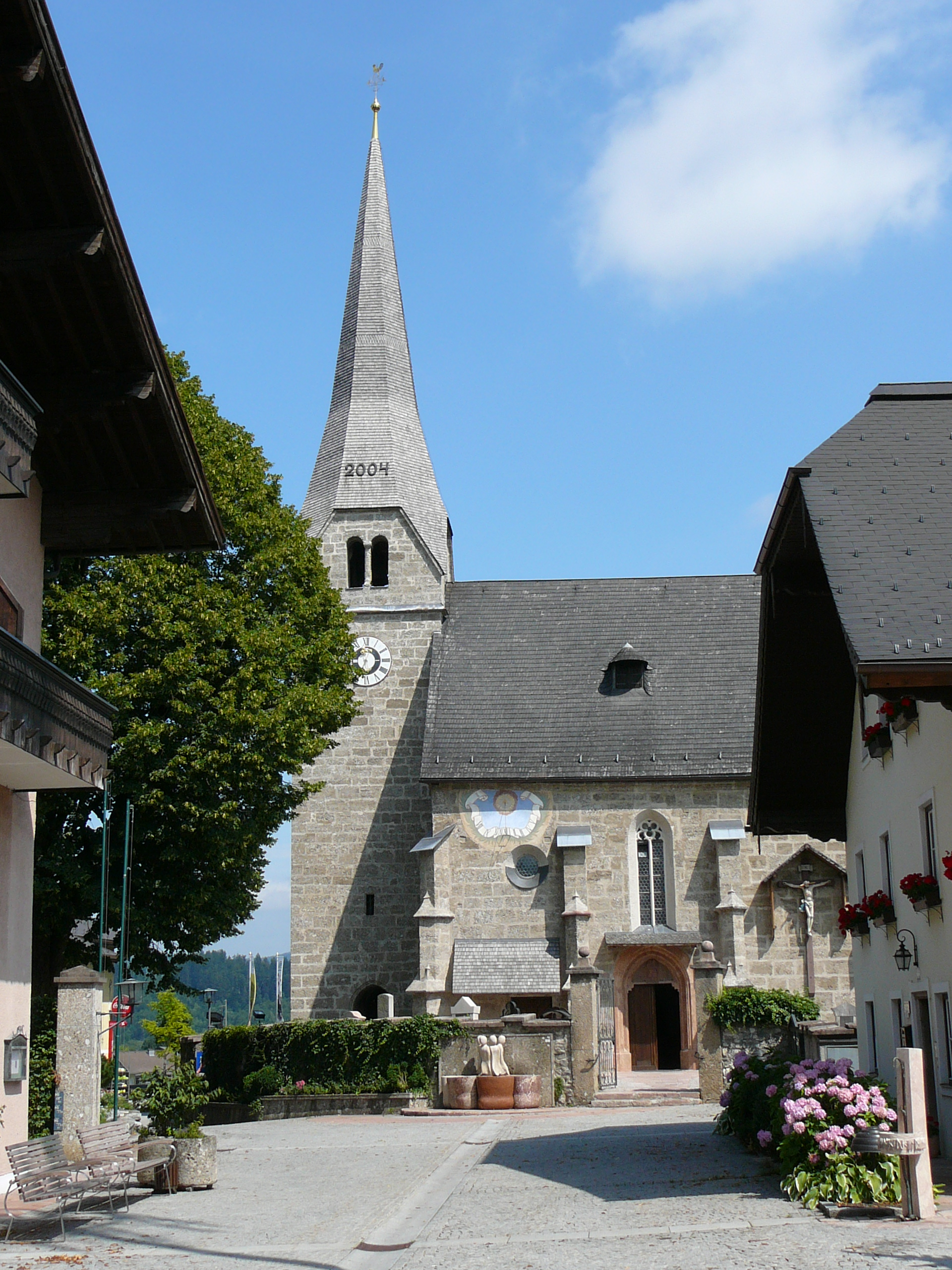
Pfarrkirche Bad Vigaun (2011)

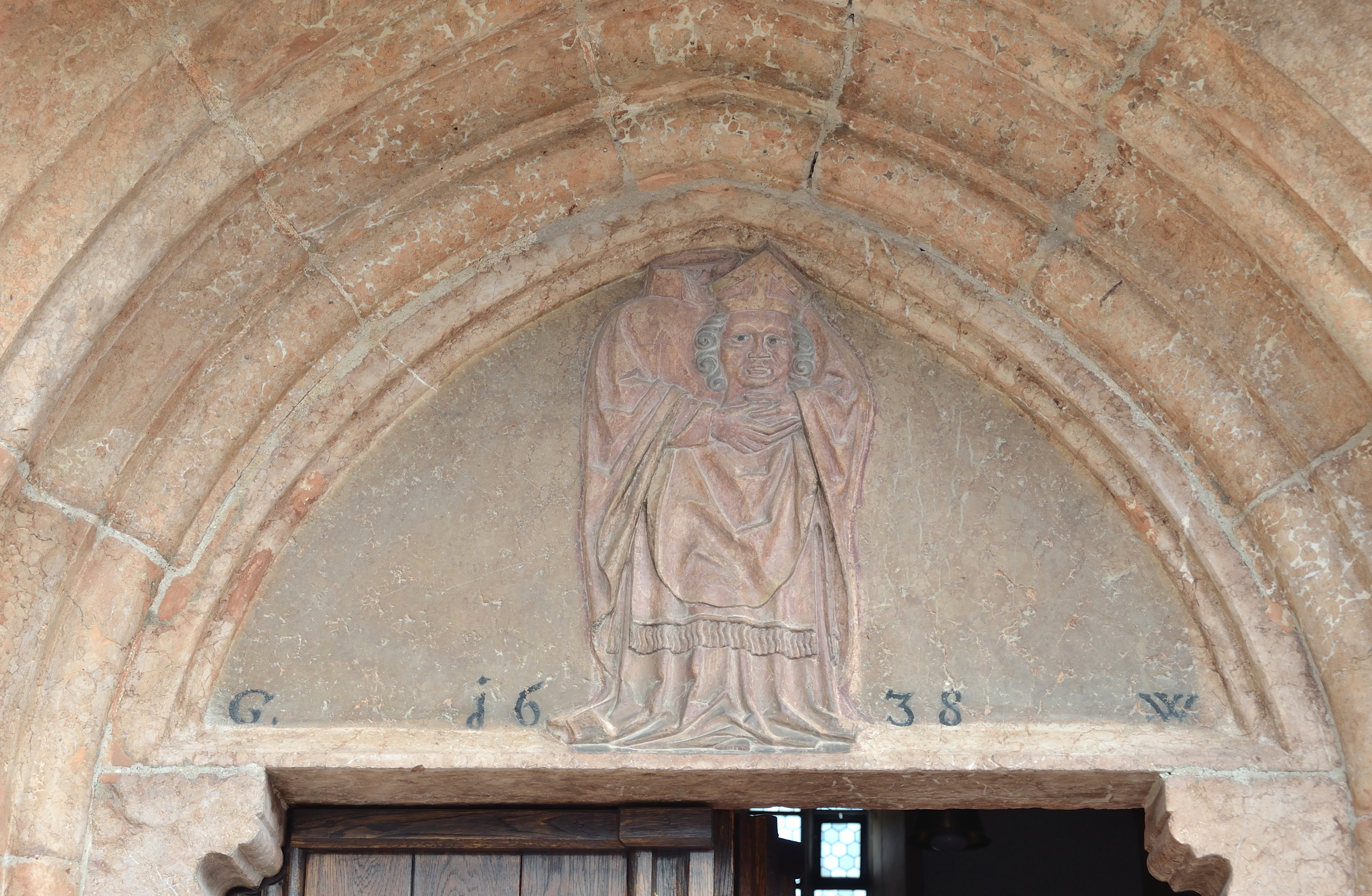
Dionysius-Relief über dem Portal

Die Pfarrkirche Bad Vigaun steht in der Ortmitte von Vigaun in der Gemeinde Bad Vigaun im Bezirk Hallein im Land Salzburg. Die auf den Heiligen Dionysius von Paris geweihte römisch-katholische Pfarrkirche gehört zum Dekanat Hallein der Erzdiözese Salzburg. Die Kirche steht unter Denkmalschutz (Listeneintrag).

## Geschichte
Der Ort Vigaun wurde 748 erstmals urkundlich genannt, die Kirche im Jahr 790. Von 1488 bis 1516 wurde die Kirche neu erbaut. 1850 wurde sie zur Pfarrkirche erhoben. 1974 wurde die Kirche restauriert.

## Architektur
Die dreischiffige, spätgotische Hallenkirche hat einen mächtigen Westturm und ein Satteldach. Sie ist von einem Friedhof mit einer hohen Mauer umgeben. Die Kirche besteht aus unverputztem Quadermauerwerk aus Konglomeratgestein. Sie hat einen umlaufenden Sockel und ein umlaufendes Traufgesims in Form eines Hohlgesimses. Im zweiten Joch der Nord- und der Südmauer des Langhauses sind Portale. Das Nordportal ist vermauert. Es hat ein gekehltes, verstäbtes Gewände. Das Südportal hat ein mehrfach gekehltes Spitzbogengewände mit der Jahreszahl 1488 bezeichnet. Im Tympanonfeld ist ein spätgotisches Relief des hl. Dionysius, mit 1638 bezeichnet. Der im Kern ältere Turm ist der Westfassade vorgestellt. Er hat drei abgefaste Spitzbogenöffnungen, einen Sockel, ein Kaffgesims unter dem Glockengeschoß, Biforenfenster und einen über die abgeschrägten Ecken des Turmes heruntergezogenen Spitzhelm. Die Turmhalle hat ein Sternrippengewölbe. Das gekehlte Spitzbogenportal im Osten des Turmes führt in das Langhaus. Nördlich des Turmes, in der Ecke zum Langhaus ist ein runder Treppenturm mit einer Wendeltreppe und einem Kegeldach eingebunden. Die Treppe erschließt das untere Emporengeschoß und den Dachboden des Langhauses. Im ersten Joch der Südwand ist unter einem Pultdach die abgeschlossene, kreuzgratgewölbte Totenkapelle.